# Starrgräsfjäril
Starrgräsfjäril (Coenonympha tullia) är en art i insektsordningen fjärilar som tillhör familjen praktfjärilar och underfamiljen gräsfjärilar. Utbredningsområdet omfattar norra och mellersta Europa och norra Asien. Dess förekomst inom detta utbredningsområde är dock inte helt sammanhängande, utan knuten till platser med lämpligt habitat. 
Starrgräsfjärilen liknar darrgräsfjäril och kamgräsfjäril men är något större än dessa, med en vingbredd på 26 till 38 millimeter. Ett annat skiljetecken är att starrgräsfjärilen har ett tydligare vitt streck på undersidan av framvingarna än de båda andra arterna. På ovansidan är starrgräsfjärilens vingar gulbruna. Framvingarna är mer intensivt färgade än bakvingarna och är nästan ockragula, särskilt på den inre hälften, medan bakvingarna är mer brunaktiga. En liten vitaktig, vag ögonfläck finns nära framvingarnas spets och vid bakvingarnas yttre kant. Undersidan har fler och tydligare fläckar.
Flygtiden för den fullbildade fjärilen, imagon, är i Norden från slutet av juni till augusti. Ofta ses fjärilen flyga över blöta marker, som starrkärr. Larven lever på starrarter i släktet  Carex  och på tuvull och ängsull.